# Йорк, Дик
Дик Йорк (англ. Dick York) (полное имя — Ричард Аллен Йорк, англ. Richard Allen York; 4 сентября 1928, Форт-Уэйн, Индиана, США — 20 февраля 1992, Голливуд, Калифорния) — американский актёр радио, театра, кино и телевидения. Более известен ролью Даррина Стивенса, персонажа из культового американского сериала канала ABC «Моя жена меня приворожила». Его самой известной ролью в кино стала роль учителя Бертрама Кейтса в фильме «Пожнёшь бурю» (1960).
В 1968 году был номинирован на премию «Эмми» за лучшую мужскую роль в комедийном сериале «Моя жена меня приворожила». В 1992 году Йорк умер от осложнений эмфиземы.

## Ранние годы
Дик Йорк родился 4 сентября 1928 года в Форт-Уэйне, штат Индиана, в семье швеи Бетти и продавца Бернарда Йорка. В семье Йорков было четверо детей: Дик, его братья — Пол Александр и Джозеф, и их сестра — Джин. Джозеф Йорк прожил всего двенадцать часов, и Дик вместе со своим отцом похоронили его на местном кладбище в коробке из-под сигар.
Семья Йорков была очень бедной и не могла вовремя отдавать арендную плату за квартиру, по этой причине один из членов семьи должен был постоянно находиться дома, для того чтобы хозяин квартиры не мог запереть её на висячий замок. Дик часто оставался дома и слушал по радио мыльные оперы и юношеские приключенческие сериалы. Он вырос в Чикаго, а учился в римско-католической гимназии, где монахини впервые распознали его вокальные способности, и поощряли интерес к актёрскому мастерству. Они предложили ему присоединиться к местному театру Jack and Jill Players. Он также стал работать в этом маленьком театре, а в качестве оплаты получал уроки речи и актёрского мастерства. Благодаря этому он начал свою карьеру в возрасте 15 лет в качестве звезды радиопрограммы CBS «That Brewster Boy». Он участвовал во многих сетевых и местных передачах, выступал сценаристом детской программы «Junior Junction», которую слушали на Среднем Западе, а также выступал в ней сам. В 1942 году на записи радиопередачи «Джуди и Джейн» он встретил 12-летнюю Джоан Альт, которая тоже была радио-звездой. Джоан являлась актрисой Золотого века радио, одной из первопроходцев раннего телевидения, пела для грампластинок, выступала в прямом эфире на телевидении и радио в Нью-Йорке, была девушкой календаря и девушкой года где-то в сороковых годах, а также снималась в рекламе Кока-Кола и была на вывесках и рекламных щитах по всем Соединённым Штатам. В 1951 году Джоан и Дик  поженились. Джоан отказалась от своей карьеры ради мужа, и полностью посвятила себя семье. У пары было пять детей, а сами они были вместе вплоть до кончины Йорка в 1992 году.
Когда актёр игравший главную роль в радиосериале «Тот мальчик Брюстер» ушёл на военную службу, его заменил Йорк. На протяжении шести лет Йорк исполнял роль лучшего друга главного героя в популярном радиосериале «Джек Армстронг, американский мальчик».

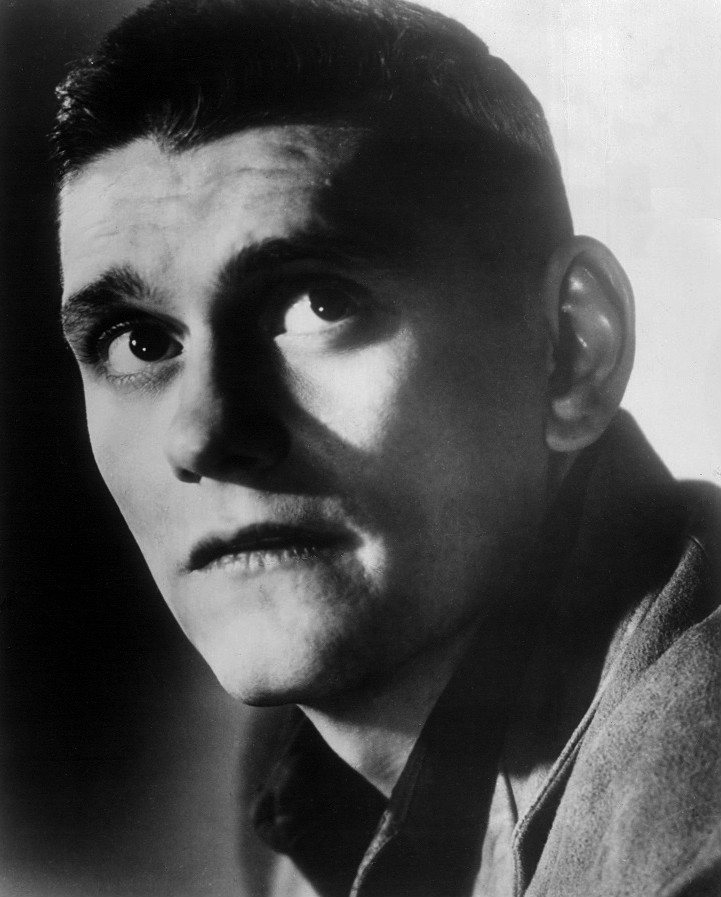
Дик Йорк в сериале «Кульминация» 1958 года.

Закончив университет Де Поля в Чикаго, Йорк переехал в Нью-Йорк, где постоянно работал в таких радиошоу, как «Молодой доктор Мэлоун», «Позмари» и «Романс Хелен Трент». Также он сыграл на Бродвее в спектаклях «Чай и симпатия» (1953), «Автобусная остановка» (1955) и «Ночь Аука» (1956). Он выступал с такими звёздами как Пол Муни и Джоан Вудворд в телевизионных передачах в прямом эфире, а также с Джанет Ли, Джеком Леммоном и Гленном Фордом в фильмах «Моя сестра Эйлин» (1955) и «Отчаянный ковбой» (1958).
Во время съёмок фильма «Они приехали в Кордура» (1959) с Гэри Купером и Ритой Хейворт он получил серьёзную травму спины. По словам Йорка, «мы с Гэри Купером толкали дрезину с несколькими „ранеными“ по железнодорожному полотну. Я был на нижнем уровне этого механизма качелей, который заставлял ручную тележку двигаться. Я как раз поднимал ручку вверх, когда режиссёр крикнул: „Стоп!“ и один из „раненых“ актёров потянулся и схватился за ручку. Теперь, вместо того, чтобы поднять ожидаемый вес, я внезапно резко поднял весь его вес с платформы — 180 фунтов или около того. Мышцы на правой стороне моей спины разорвались. Они просто порвались и вырвались на свободу. И с этого всё началось: боль, обезболивающие, зависимость, потерянная карьера».
В 1960 году, через год после травмы, Йорк сыграл Бертрама Кейтса (по образу Джона Томаса Скоупса, известного по «Обезьяньему процессу») в киноверсии фильма «Пожнёшь бурю». В 1962 Йорк снялся вместе с Джином Келли и Лео Кэрроллом в комедийной драме канала ABC «Идти своим путём». Йорк был задействован в сериале, который длился один сезон, в роли Тома Колуэлла, который управляет светским молодёжным центром. Также в 1962 году он поработал вместе с Борисом Карлоффом, снявшись в эпизоде «The Incredible Doktor Markesan» сериала «Триллер».
Йорк появился в десятках эпизодов ставших уже классикой телесериалов, в том числе «Правосудие», «Альфред Хичкок представляет», «Неприкасаемые», «Сыромятная плеть», «Американцы», «Караван повозок», «Отец знает лучше», «Сумеречная зона» и «Шоссе 66».

### «Моя жена меня приворожила»
В 1963 году Уильям Эшер предложил кандидатуру Йорка для участия в новом проекте «Моя жена меня приворожила». На пробах Дик Йорк произвёл прекрасное впечатление и вскоре был утверждён на роль мужа Даррина Стивенса — смертного мужа очаровательной ведьмы Саманты, которую играла Элизабет Монтгомери. Сериал, вышедший на экраны в 1964 году, быстро стал популярным. Этому способствовали многие факторы, но одной из составляющих успеха стала игра Йорка и актёрская «химия», возникшая между ним и Монтгомери — они сумели сыграть так, что зрителям не приходилось сомневаться в том, что, несмотря на некоторые конфликты, связанные с магией, Даррин и Саманта очень любят друг друга. Шоу имело огромный успех, и Йорк был номинирован на премию «Эмми» в 1968 году. 

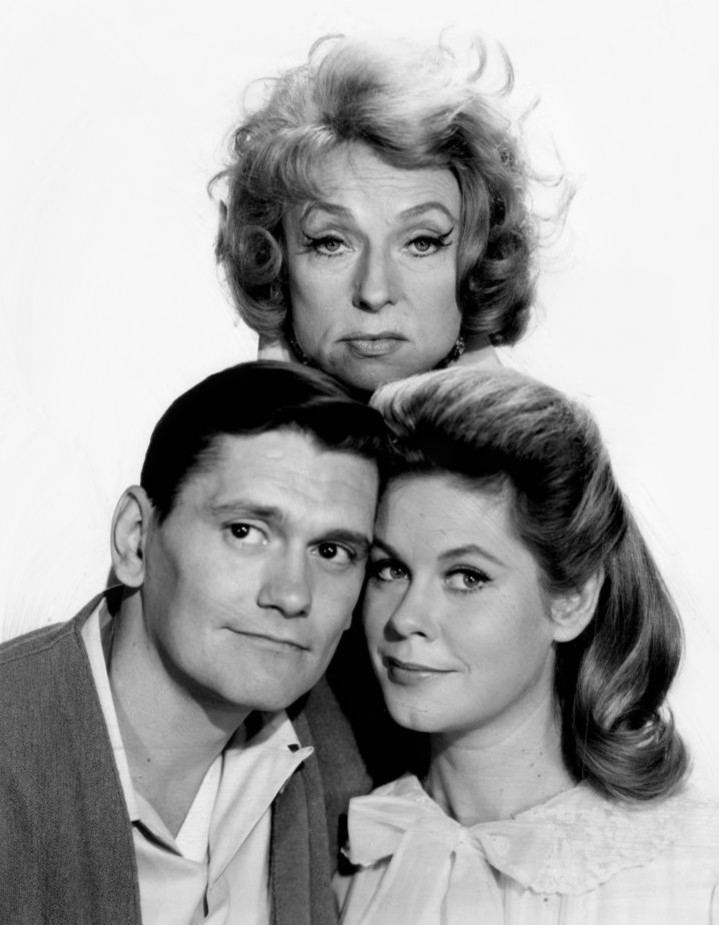
Дик Йорк в роли Даррина Стивенса, Элизабет Монтгомери в роли Саманты Стивенс и Агнес Мурхед в роли Эндоры

Съёмочная команда построила для Йорка наклонную стену, на которую он мог опираться в перерывах между сценами, что в течение первых двух сезонов позволяло Йорку без особого труда справляться с травмой спины. В середине третьего сезона травма спины Йорка переросла в болезненное дегенеративное состояние позвоночника, что часто приводило к задержкам съёмок, когда Йорку требовалась помощь, чтобы ходить. Иногда у Йорка случались приступы изнурительной боли, поэтому сценарии к некоторым из его поздних эпизодов были написаны так, чтобы он лежал в постели или на диване в течение всего эпизода. Йорк не появлялся в нескольких эпизодах третьего и четвёртого сезонов, а к половине пятого сезона почти не появлялся вообще, в результате чего сериал больше фокусировался на Саманте и других членах её семьи, с упоминаниями о том, что Даррин был в командировке.
Во время съёмок эпизода пятого сезона «Папа делает своё дело» Йорк заболел: «Я был слишком болен, чтобы продолжать. У меня была температура 40, я принимал сильные антибиотики почти 10 дней. В тот день я пошёл на работу, но я был болен. Я лежал в гримёрке после грима и ждал, когда меня позовут на съёмочную площадку. Они знали, что я чувствую себя ужасно, и пытались дать мне время отдохнуть. Меня всё время знобило. Была середина лета, на мне была куртка из овчины, и я замерзал. Я весь дрожал. Затем, когда я сидел на строительных лесах с Морисом Эвансом, меня освещали для сцены со спецэффектами: Они устанавливали чернильный свет — это маленькое крошечное пятнышко, которое должно было просто мерцать над моими глазами. Это мерцание заставляло меня чувствовать себя странно. Сидя на этой платформе в воздухе, я повернулся к Гибби, который был чуть ниже, и сказал: „Гибби, я думаю, мне нужно спуститься“. Он начал помогать мне спускаться, и это последнее, что я помню, пока не очнулся на полу. Это почти всё, что я помню об этом инциденте. Я успел прокусить очень большую дыру в боковой части моего языка, прежде чем они смогли раздвинуть мои зубы».
В 1969 году состояние актёра ухудшилось настолько, что потребовалась срочная госпитализация. Йорк принял решение уйти из сериала, и создатели шоу были вынуждены заменить исполнителя главной мужской роли. Режиссёр Уильям Эшер говорил: «Я настаивал на том, чтобы оставить его, потому что он был лучшим актёром для этой роли. У него было удивительно лёгкое лицо — это то, что нужно, если вы собираетесь жениться на ведьме. Но наступил момент, когда он не мог продолжать» — вспоминал Эшер. Новым Даррином Стивенсом стал Дик Сарджент. Он заменил Йорка в начале шестого сезона сериала (1969—1970) и продолжал играть роль до окончания восьмого сезона (1971—1972). Сардженту уже предлагали роль Даррина в 1963 году, но он отказался от неё, чтобы сняться в недолговечном ситкоме под названием «Бродсайд».

## Поздние годы
День, когда пришлось отказаться от роли Даррина, Йорк называл самым плохим в своей жизни. Он чувствовал, что подвёл всех, и что впервые не смог довести свою работу до конца. Только через полтора года актёр смог привести свою жизнь в некоторый порядок. Был период, когда Йорку пришлось отправить детей к своим родителям, чтобы те не наблюдали, как он мучается. После того как он перестал принимать сильные обезболивающие препараты от болей в спине, у него были шесть месяцев тяжёлой абстиненции и восстановления. «У меня в голове играл оркестр из волынок днём и ночью. Я не мог спать. У меня были галлюцинации. Я делал магнитофонную запись дождя, чтобы слушать его ночью, лёжа в постели, и заглушать эти проклятые волынки», — вспоминал Йорк. Постепенно его состояние стабилизировалось. Однако начались финансовые проблемы, ведь актёрская пенсия составляла всего 650 долларов в месяц, а в семье было семь человек. В то время семье приходилось убирать чужие квартиры и даже собирать и сдавать алюминиевые банки. Несмотря на все трудности, Йорк оставался на плаву. Также он принимал участие в программах, направленных на помощь малоимущим, старался облегчить жизнь тех, кому пришлось совсем плохо, ведь и самому Йорку в детстве приходилось голодать. В своих мемуарах, «The Seesaw Girl and Me», опубликованных посмертно, он описывает борьбу со своей зависимостью и о том, как смирился с потерей своей карьеры. Книга в значительной степени является любовным письмом к его жене Джоан, которая оставалась с ним в трудные времена.
В конце концов он победил свою зависимость и в начале 1980-х годов попытался возродить карьеру. Две свои последние роли на телевидении он исполнил в телесериалах «Саймон и Саймон» и «Остров фантазий», а последним кинофильмом с его участием стал «Средняя школа США» (1984). В 1985 году супруги переехали в Рокфорд, штат Мичиган, чтобы ухаживать за больной матерью Дика Йорка. Дик не выходил из дома с тех пор, как они переехали.

## Смерть
Йорк выкуривал по три пачки сигарет в день большую часть своей жизни, что привело его последние годы жизни к борьбе с эмфиземой. К 1989 году он использовал кислородный баллон для того, чтобы дышать. Будучи прикованным к постели в своём доме в Рокфорде, штат Мичиган, он основал частную благотворительную организацию «Acting for Life», помогающую бездомным и другим нуждающимся. Используя свой телефон, Йорк мотивировал политиков, деловых людей и широкую общественность вносить пожертвования и деньги.
Несмотря на свои страдания, Йорк говорил: «Я счастлив. Я всегда был окружён людьми на радио, на сцене, в кино и на телевидении, которые любили меня».
20 февраля 1992 года Йорк умер от осложнений эмфиземы в возрасте 63 лет в больнице Блоджетта в Ист-Гранд-Рапидс, штат Мичиган. Был похоронен на кладбище Плейнфилд в Рокфорде, штат Мичиган. Помимо жены, у Йорка остались пятеро детей: Кимберли Хардинг, Аманда Уильямс, Стейси Альтман, Кристофер Йорк и Мэтью Йорк; сестра Вики Роббинс и 13 внуков.

## Фильмография
| Год       |     | Русское название              | Оригинальное название             | Роль                                                |
| --------- | --- | ----------------------------- | --------------------------------- | --------------------------------------------------- |
| 1945      | кор | Бессонница                    | Insomnia                          | Лаки                                                |
| 1947      | кор | Застенчивый парень            | Shy Guy                           | Филип Нортон                                        |
| 1949      | кор | Светлый день на вашей кухне   | A Brighter Day in Your Kitchen    | Сын                                                 |
| 1950      | кор | Последнее свидание            | Last Date                         | Ник                                                 |
| 1951      | кор | Насколько вы дружелюбны?      | How Friendly Are You?             | Фил                                                 |
| 1952—1961 | с   | Омнибус                       | Omnibus                           | Ник                                                 |
| 1950—1954 | с   | Сеть                          | The Web                           | Не указана                                          |
| 1954      | ф   | Они!                          | Them!                             | Подросток в полицейском участке (не указан в тирах) |
| 1951—1957 | с   | Телевизионный театр Goodyear  | Goodyear Television Playhouse     | Джон Рэндольф                                       |
| 1955      | с   | Господин гражданин            | Mr. Citizen                       | Не указана                                          |
| 1948—1956 | с   | Телевизионный театр Филко     | The Philco Television Playhouse   | Энди                                                |
| 1955      | ф   | Моя сестра Эйлин              | My Sister Eileen                  | Тед Лумис (в титрах Ричард Йорк)                    |
| 1955      | ф   | Три полосы на солнце          | Three Stripes in the Sun          | Капрал Ниби Мулендорф                               |
| 1954—1956 | с   | Правосудие                    | Justice                           | Не указана                                          |
| 1955—1956 | с   | Драматурги 56-го года         | Playwrights '56                   | Grayson                                             |
| 1956      | с   | Взгляд на Нью-Йорк            | Eye on New York                   | Лейтенант Мак Хартман                               |
| 1956—1957 | с   | Час кайзеровского алюминия    | The Kaiser Aluminum Hour          | Эдвард Гиллис                                       |
| 1957      | ф   | Операция «Безумная вечеринка» | Operation Mad Ball                | Капрал Бохун                                        |
| 1947—1958 | с   | Телевизионный театр Крафта    | Kraft Television Theatre          | Заместитель шерифа                                  |
| 1957      | с   | Семь живых искусств           | The Seven Lively Arts             | Не указан                                           |
| 1957      | тф  | Мир в белом                   | World in White                    | Доктор Джентиле                                     |
| 1958      | ф   | Отчаянный ковбой              | Cowboy                            | Чарли                                               |
| 1953—1963 | с   | Час стали Соединённых Штатов  | The United States Steel Hour      | Не указана                                          |
| 1954—1958 | с   | Кульминация                   | Climax!                           | Гордон Бейтс                                        |
| 1948—1958 | с   | Студия номер один             | Studio One                        | Джордж Фокс                                         |
| 1954—1960 | с   | Отец знает лучше              | Father Knows Best                 | Том Уэнтворт                                        |
| 1959      | ф   | Последний блицкриг            | The Last Blitzkrieg               | Сержант Людвиг                                      |
| 1956—1961 | с   | Театр 90                      | Playhouse 90                      | Мэтью Шервуд                                        |
| 1959      | ф   | Они приехали в Кордура        | They Came to Cordura              | Рядовой Рензихаузен                                 |
| 1955—1960 | с   | Миллионер                     | The Millionaire                   | Кен Лейтон                                          |
| 1959—1963 | с   | Неприкасаемые                 | The Untouchables                  | Эрни Торранс                                        |
| 1957—1960 | с   | Театр Goodyear                | Goodyear Theatre                  | Капрал Джеймс Слоан                                 |
| 1957—1960 | с   | Театр Алкоа                   | Alcoa Theatre                     | Капрал Джеймс Слоан                                 |
| 1960      | ф   | Пожнёшь бурю                  | Inherit the Wind                  | Бертрам Кейтс                                       |
| 1960—1961 | с   | Западный дилижанс             | Stagecoach West                   | Вебб Кроуфорд                                       |
| 1958—1963 | с   | Обнажённый город              | Naked City                        | Чарльз Колано                                       |
| 1959—1961 | с   | Шоу Дюпона с Джун Эллисон     | The DuPont Show with June Allyson | Лейтенант Джеймс Уитни                              |
| 1959—1964 | с   | Сумеречная зона               | The Twilight Zone                 | Капитан Фил Райкер                                  |
| 1961      | с   | Американцы                    | The Americans                     | Болик                                               |
| 1960—1984 | с   | Инсайт                        | Insight                           | Учёный                                              |
| 1953—1962 | с   | Театр Дженерал Электрик       | General Electric Theater          | Ашаэль Миллер                                       |
| 1959—1962 | с   | Райские приключения           | Adventures in Paradise            | Маркхэм Джонс                                       |
| 1960—1962 | с   | Вне закона                    | Outlaws                           | Сэм Николс                                          |
| 1961—1966 | с   | Доктор Килдэр                 | Dr. Kildare                       | Гарри Бентон                                        |
| 1961—1962 | с   | Пограничный цирк              | Frontier Circus                   | Джеб Рэндалл                                        |
| 1960—1962 | с   | Триллер                       | Thriller                          | Фред Бэнкрофт                                       |
| 1955—1962 | с   | Альфред Хичкок представляет   | Alfred Hitchcock Presents         | Герберт Уиггам                                      |
| 1962—1963 | с   | Идти своим путём              | Going My Way                      | Том Колвелл                                         |
| 1960—1964 | с   | Шоссе 66                      | Route 66                          | Лейтенант                                           |
| 1962—1971 | с   | Виргинец                      | The Virginian                     | Джефф Толливер                                      |
| 1959—1965 | с   | Сыромятная плеть              | Rawhide                           | Элвуд Гилрой                                        |
| 1957—1965 | с   | Караван повозок               | Wagon Train                       | Бен Митчелл                                         |
| 1960—1966 | с   | Флинтстоуны                   | The Flintstones                   | Даррин Стивенс                                      |
| 1964—1972 | с   | Моя жена меня приворожила     | Bewitched                         | Даррин Стивенс                                      |
| 1981—1989 | с   | Саймон и Саймон               | Simon & Simon                     | Мартин Донлеви                                      |
| 1977—1984 | с   | Остров фантазий               | Fantasy Island                    | Мистер Саттон                                       |
| 1984      | тф  | Средняя школа США             | High School U.S.A.                | Маккарти                                            |

## Награды и номинации
Премия Эмми 
- 1968: Номинация за лучшую мужскую роль в комедийном сериале «Моя жена меня приворожила»[31].